# Фюрст, Шандор
Шандор Фюрст (венг. Fürst Sándor; 27 ноября 1903, Рум, медье Ваш, Австро-Венгрия — 29 июля 1932, Будапешт) — венгерский коммунист, один из лидеров подпольной Коммунистической партии Венгрии.

## Биография
Шандор Фюрст работал на заводе Ruggyanta, участвовал в социал-демократическом профсоюзном движении. В 1926 году вступил в ВКП и её легальное прикрытие — Социалистическую рабочую партию Венгрии. Неоднократно арестовывался в 1928 году, но за отсутствием доказательств полиция была вынуждена отпускать его каждый раз. Тем не менее, он потерял работу. В 1930 году вошёл в ряды подпольного руководства ВКП.
После того, как 13 сентября 1931 года террорист-одиночка Сильвестр Матушка по неясным причинам организовал сход с рельсов Венского экспресса с виадука возле Будапешта, премьер-министр Дьюла Каройи ввёл военное положение и обвинил в случившемся коммунистов.
В июле 1932 года венгерскими властями был раскрыт подпольный секретариат ЦК Коммунистической партии Венгрии. Несмотря на кампанию общественного протеста, инициированную писателями Аттилой Йожефом и Дьюлой Ийешем, Фюрст и генеральный секретарь КПВ Имре Шаллаи были казнены через повешение 29 июля. Писатель Андор Эндре Геллери символически описал процесс над Фюрстом и Шаллаи в рассказе «Казнь украинцев».